# Sumberan (Jaken)
Sumberan is een bestuurslaag in het regentschap Pati van de provincie Midden-Java, Indonesië. Sumberan telt 497 inwoners (volkstelling 2010).